# 장일범
장일범은 대한민국의 음악 평론가다. 현재 헤이스 마리아 칼라스홀 음악감독을 맡고 있다.

## 방송
- 음악풍경 (2005~2007)
- 생생 클래식 (2007~2008)
- 장일범의 가정음악 (2008~2018)
- 오페라 스타 2011 (2011)
- TV 예술무대 (2013)
- 유쾌한 클래식 (2020 ~ )

## 저서
- 행복한 클라시쿠스 (with 유정아) (2012)